# Parc national de Fertő-Hanság
Le parc national de Fertő-Hanság (hu : Fertő-Hanság Nemzeti Park [ˈfɛɾtøː hɒnʃaːɡ ˈnɛmzɛti pɒɾk] ou parc national de Neusiedler See - Seewinkel (de : Nationalpark Neusiedler See – Seewinkel, [naʦiona:lpaʁk nɔʏzidləʁ ze: - ze:vinkəl]) est un parc national commun à la Hongrie et à l'Autriche créé en 1991. Il fait partie du patrimoine mondial de l'UNESCO depuis 2001 au titre de paysage culturel et depuis 2009 il est classé site Ramsar.

## Géographie
Le lac de Neusiedl est le troisième plus grand lac d’Europe centrale, il est entouré d'une large ceinture de roselière et de prairies. Au sud-est du lac s'étend la plus grande puszta de la Transdanubie. C'est autour du canal du Hanság, qui régule le niveau du lac de Neusiedl, qu'on trouve la plus grande variété d'animaux et de plantes, sur un sol au taux élevé de sel, du côté hongrois de la frontière à proximité de Fertőújlak (Mekszikópuszta), un hameau de la commune de Sarród. 

## Faune
Dans la puszta des buffles, des Bœufs gris de Hongrie et des moutons racka (Ovis aries strepsiceros Hungaricus) vivent en semi-liberté.
On trouve un grand nombre d'amphibiens, de libellules et environ 280 espèces d'oiseaux dans le parc, dont la grande aigrette, le héron pourpré, la spatule commune, l’oie cendrée, le pygargue à queue blanche et le busard cendré. 

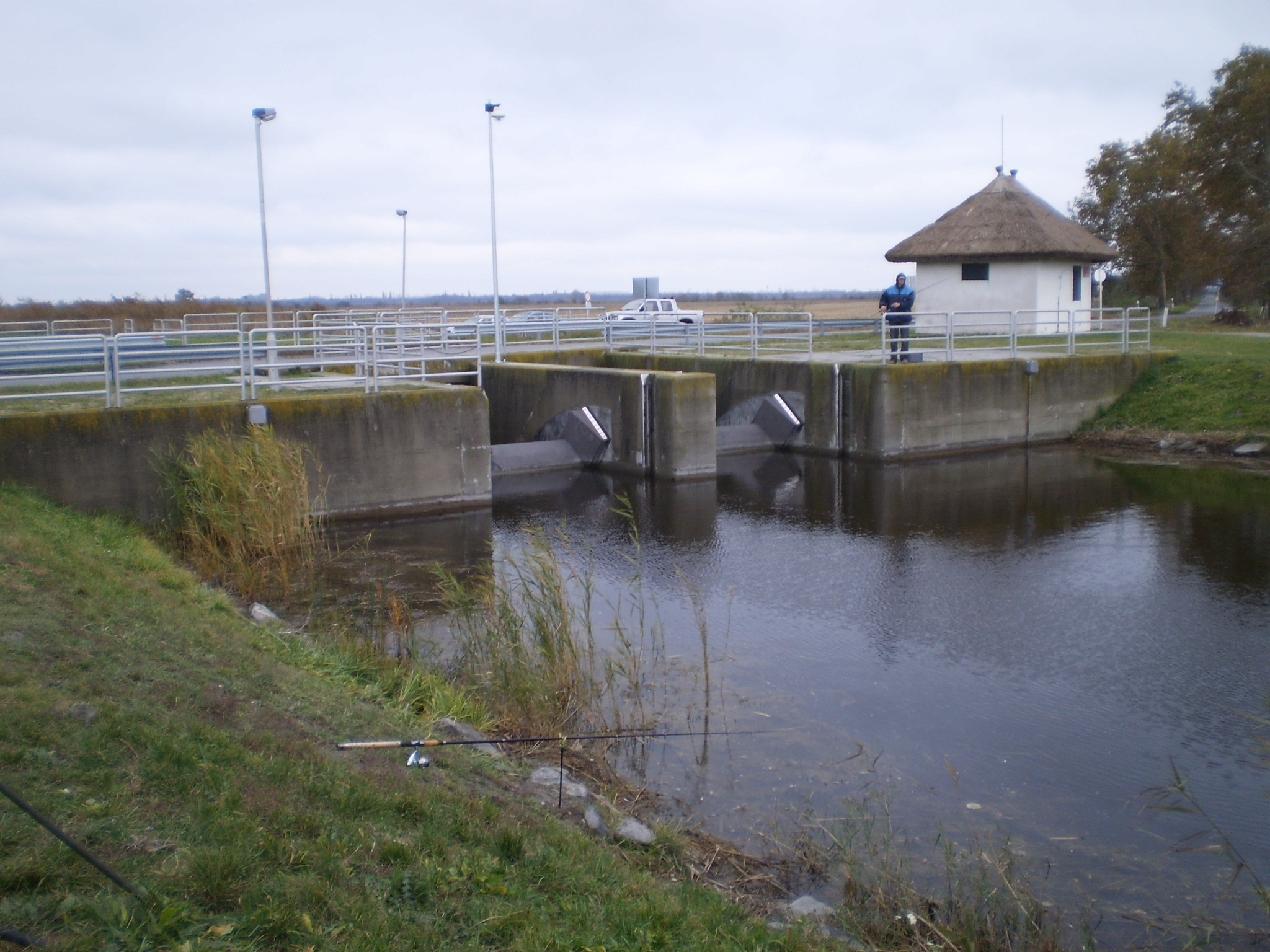
L'écluse du canal du Hanság au mois de novembre
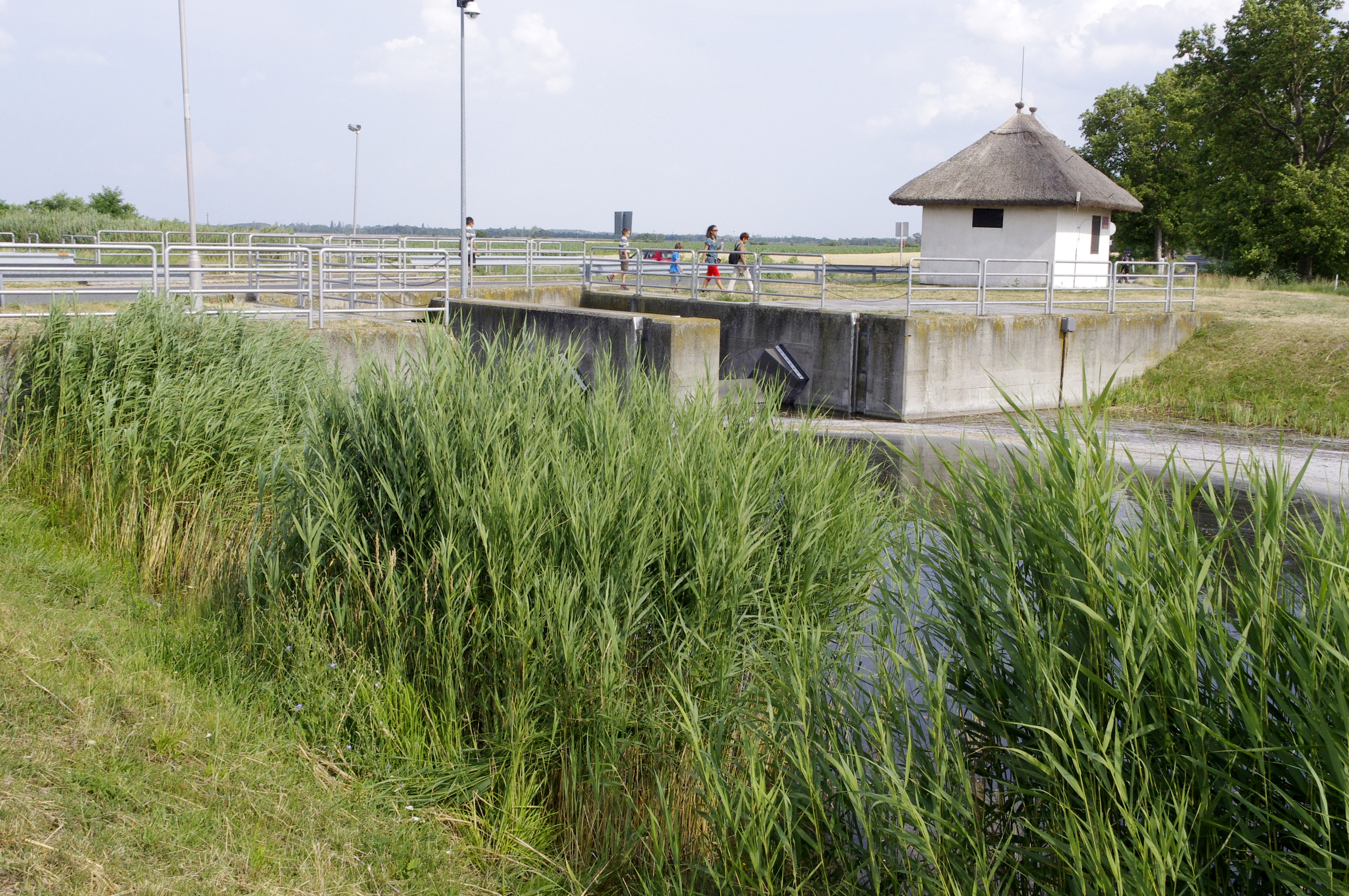
L'écluse du canal du Hanság au mois de juillet
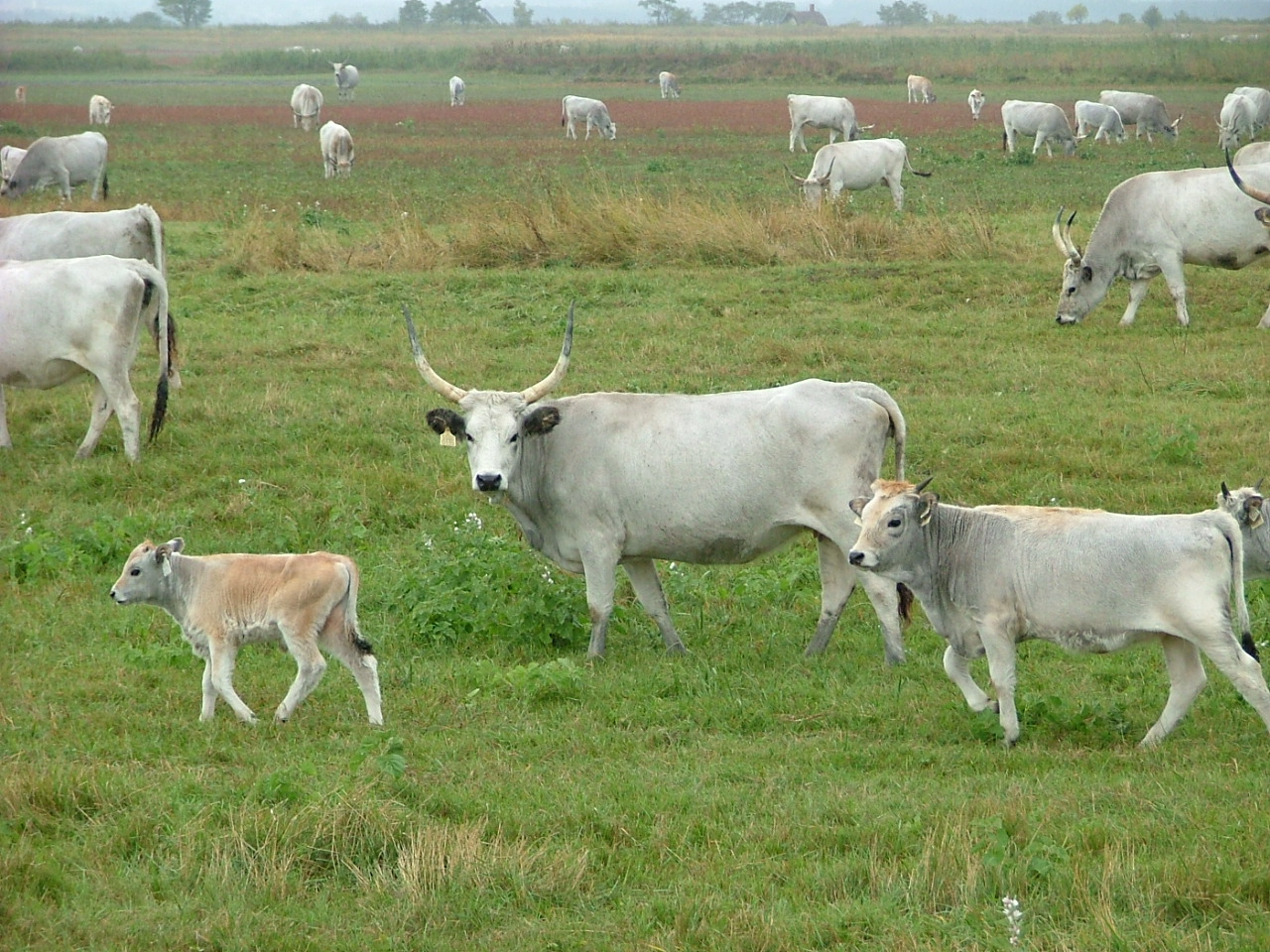
des bœufs gris
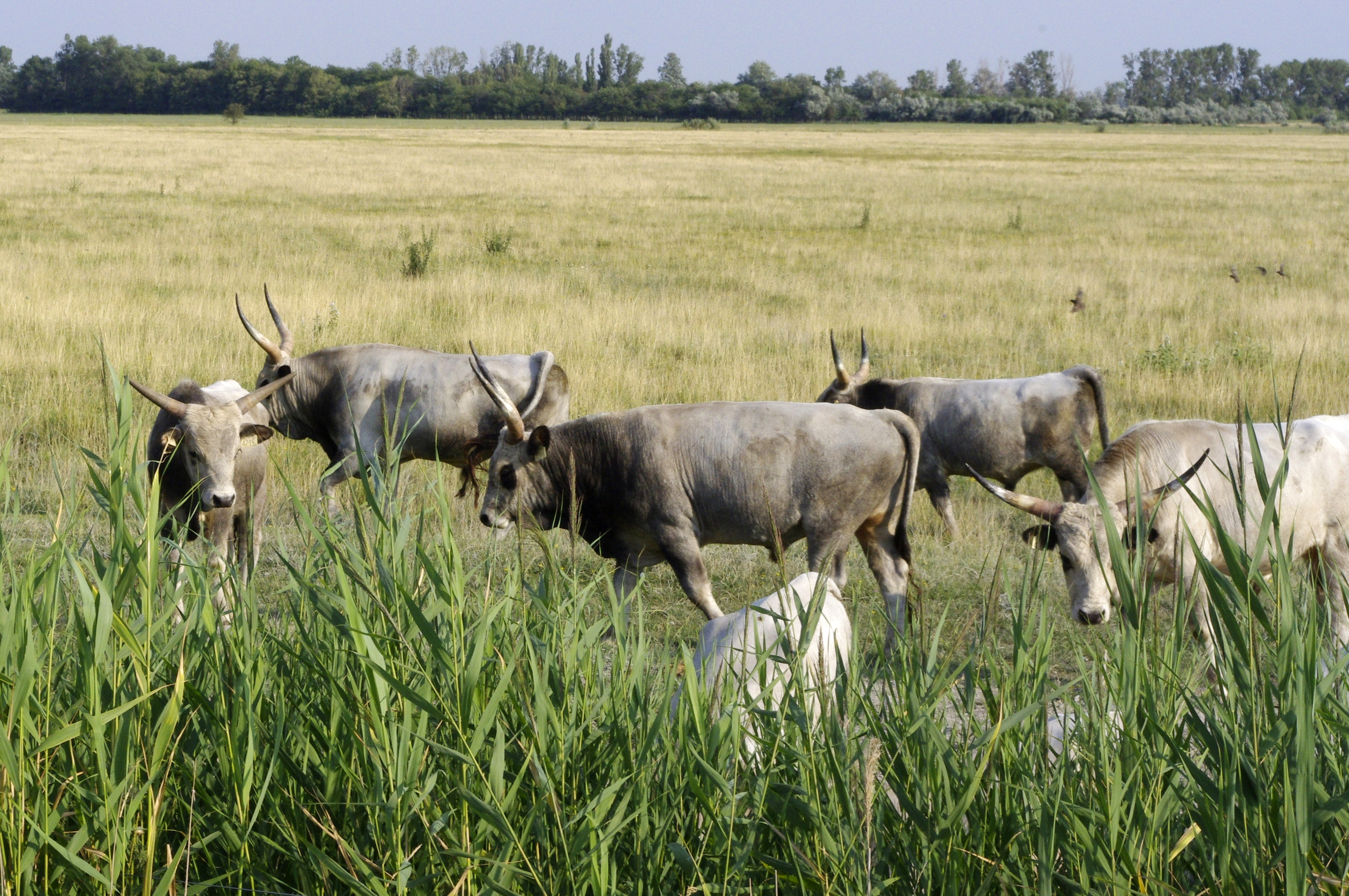
Des bœufs gris en train de boire
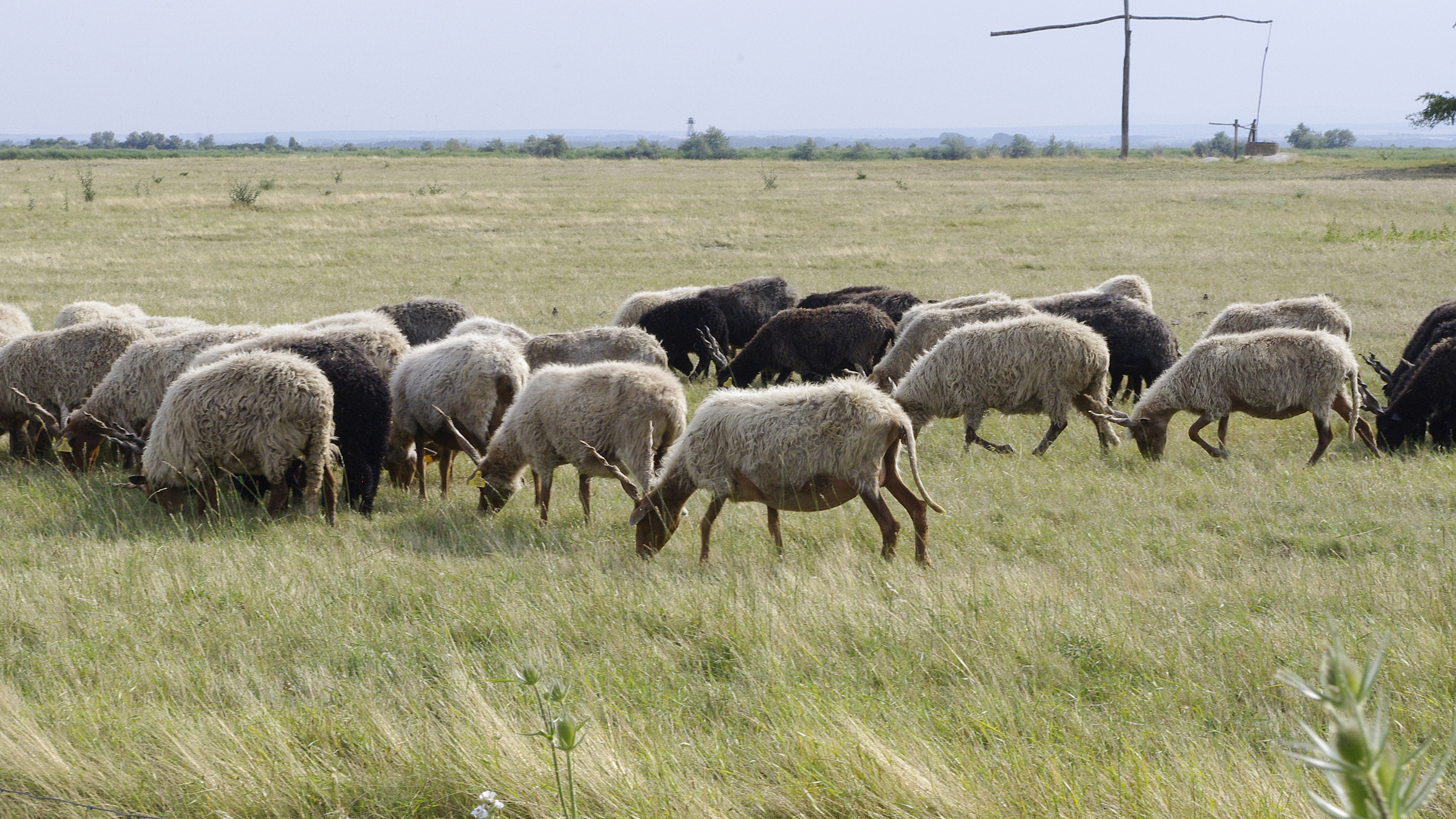
Des moutons racka et dans la distance des puits
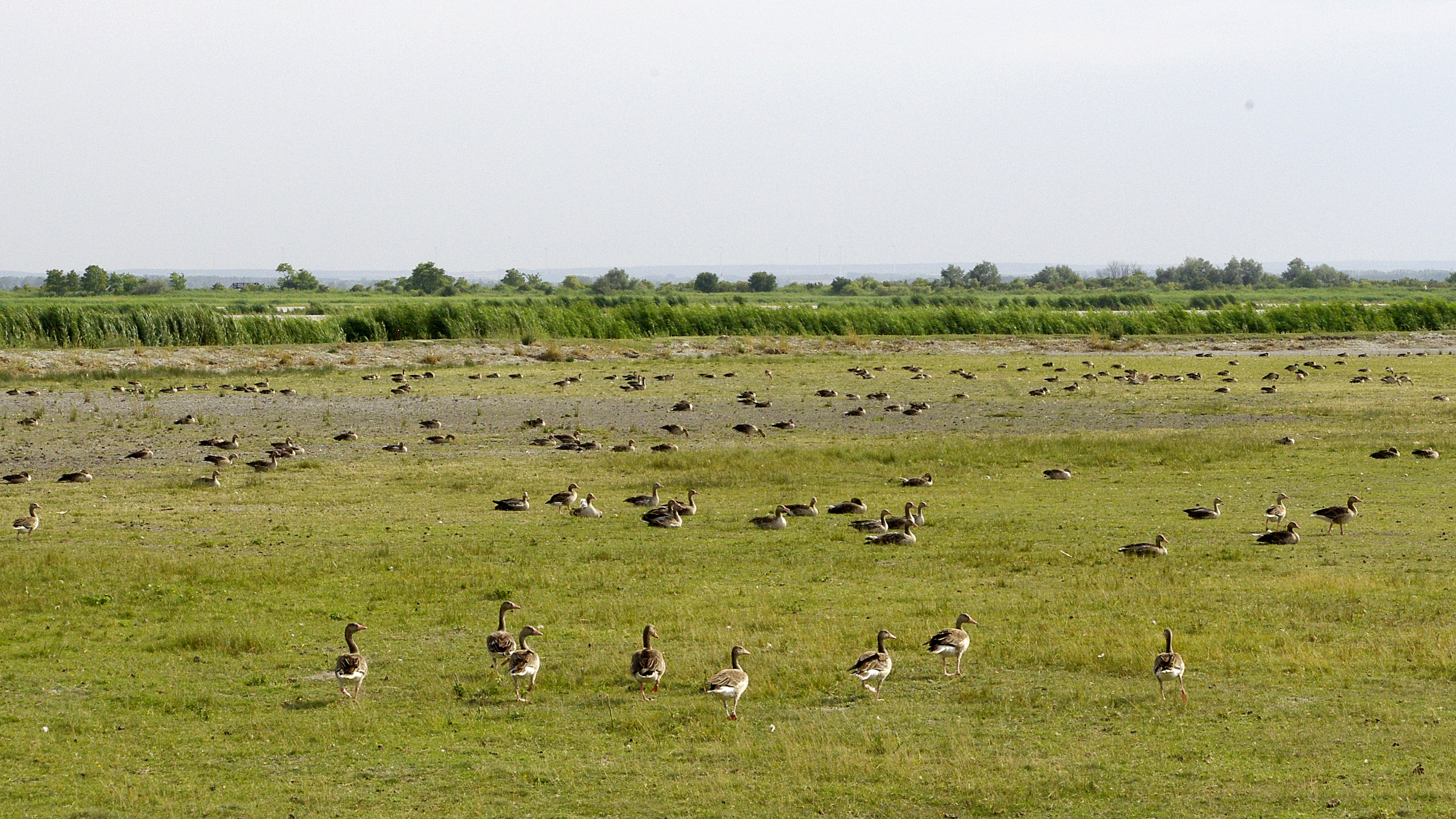
Des oies près du canal du Hanság